# Pierre-Théodule Fracheboud
Pierre-Théodule Fracheboud (Lessoc, 1 september 1809 - Châtel-Saint-Denis, 14 januari 1879) was een Zwitsers griffier, rechter, notaris, hoogleraar en politicus uit het kanton Fribourg.

## Biografie
Pierre-Théodule Fracheboud was een zoon van Jean Fracheboud, een landbouwer, en van Marguerite Combaz. Hij was gehuwd met Mariette Genoud. Na zijn schooltijd aan het college Saint-Michel in Fribourg studeerde hij in dezelfde stad ook rechten. In 1832 werd hij griffier van de prefectuur en de rechtbank van Châtel-Saint-Denis. Tussen 1834 en 1857 was hij notaris. In 1848 werd hij voorzitter van de rechtbank van Bulle, en later tussen 1856 en 1879 rechter en voorzitter van de kantonnale rechtbank. Tussen 1857 en 1877 was hij professor natuurrecht aan de rechtenschool van Fribourg.
Van 1854 tot 1875 was Fracheboud lid van de Grote Raad van Fribourg. In 1856 werd hij verkozen in de Staatsraad van Fribourg, maar hij weigerde zijn verkiezing. Van 9 juni 1857 tot 1 oktober 1863 was hij lid van de Kantonsraad. Vervolgens zetelde hij van 7 december 1863 tot 1 december 1872 in de Nationale Raad. Hij was betrokken bij de totstandkoming van de kantonnale grondwet van 1857 en het kantonnaal strafwetboek. Hij schreef ook een commentaar bij het kantonnaal burgerlijk wetboek.